# Plastic Tree
Plastic Tree (яп. プラスティック トゥリー) — японская visual kei рок-группа, образованная в конце 1993 года в префектуре Тиба в Японии. Они выпустили свой первый мини-альбом в декабре 1995 года и в 1997 вышел их первый сингл. С момента создания группы трижды менялся ударник.

## История

### Независимый период
Plastic Tree была образована в декабре 1993. До этого они часто давали живые выступления и раздавали бесплатные копии своих демозаписей. В 1995 они выпустили свой первый мини-альбом Strange Fruits -奇妙な果実- на независимой студии GIO RECORDS, дважды сменив ударника.

### Получение статуса мейджера, мировые гастроли
Их дебютом стал сингл 割れた窓 (Wareta Mado) на студии Warner Music Japan, вышедший в 1997.
В 2001 их контракт с Warner Music Japan окончился и они перешли на SWEET HEART RECORDS, где выпустили сингл 散りユク僕ラ (Chiriyuku Bokura). Во время работы над альбомом Träumerei Такаси ушел из группы и на его место взяли Хироси Сасабути.
В 2002 был подписан временный контракт с ATMARK CORPORATION на выпуск 蒼い鳥 (Aoi Tori) и トロイメライ (Träumerei).
В 2003 они выпустили два сингла バカになったのに　(Baka ni Natta no ni) и もしもピアノが弾けたなら　(Moshimo Piano ga Hiketa Nara) на студии SWEET HEART RECORDS. Позже, в 2005 они перешли из SWEET HEART RECORDS в Universal Music, J-ROCK.
Во время этого перехода переехал их официальный сайт, а фан-клуб «Sickroom» был переименован в «Jellyfish Breed».
Первый зарубежный тур Plastic Tree Chandelier Tour проходил в 2006 во Франции, Германии, и Финляндии.
23 февраля 2009, после 7 лет участия в группе в качестве ударника, Хироси Сасабути официально объявил об уходе. 3 июля 2009 новым ударником группы стал Кэнкэн Сато. Это четвёртый ударник с момента создания группы.
26 февраля 2010 Re:chord tour группы Plastic Tree подходил к концу, в этот день состоялось финальное выступление.

### Болезнь Рютаро Аримуры
В конце 2010 года были отменены все выступления группы, из-за того что у Рютаро Аримуры было обнаружено редкое, но тяжёлое заболевание — синдром Гийена-Барре. Процент полного выздоровления от этой болезни равен 70%, но у 15 процентов остальных заболевших есть опасность инвалидности. Через некоторое время в январе, было объявлено что Рютаро уже идёт на поправку и по словам лечащего врача "болезнь обнаружена на достаточно зачаточном состоянии, и Рютаро сможет снова петь". 22 января был официально объявлено, что Рютаро полностью выздоровел и группа вернётся к выполнению прерванных планов и возобновлению концертной деятельности.

## Музыкальный стиль
В творчестве группы прослеживается сильное влияние английской рок-сцены, и в особенности The Cure и Radiohead. За всё время своего существования их звучание развивалось и менялось, пройдя за 14 лет через поп-рок, пауэр-поп, метал, готический рок и пришло к альтернативному року в стиле Smashing Pumpkins, Sonic Youth, Foo Fighters и Hüsker Dü на своём последнем альбоме.

## Состав
- Рютаро Аримура (яп. 有村 竜太朗 Аримура Рю:таро:, род. 6 марта 1973 года) — вокалист, иногда ритм-гитарист.
- Тадаси Хасэгава (яп. 長谷川 正, род. 16 ноября 1970 года) — бас-гитарист.
- Акира Накаяма (яп. ナカヤマ アキラ, род. 16 января 1971 года) — гитарист.
- Кэнкэн Сато (яп. 佐藤 ケンケン Сато: Кэнкэн, род. 8 января 1978 года) — барабанщик.

### Бывшие участники
- Хироси Сасабути (яп. ササブチ ヒロシ, род. 12 октября 1976 года) — барабанщик.
- Такаси Осёдани (яп. 大正谷　隆 О:сё:дани Такаси, род. 15 января 1972 года) — барабанщик.

## Дискография

### Альбомы
- Strange fruits -奇妙な果実- (Strange Fruits -Kimyou na Kajitsu-) (1995.12.11)
- Hide and Seek (1997.07.10)
- Puppet Show(1998.08.26)
- Parade (2000.08.23)
- Cut ~Early Songs Best Selection~ (2001.03.27)
- Plastic Tree Single Collection (2001.11.14)
- トロイメライ (TRÄUMEREI [toroimerai]) (2002.09.21)
- Best Album (Premium Best) (2002.11.07)
- シロクロニクル　(SHIRO CHRONICLE) (2003.10.22)
- cell (2004.8.25)
- 白盤 [shiro ban] (Greatest Hits) (2005.10.26)
- 黒盤 [kuro ban] (Greatest Hits) (2005.10.26)
- シャンデリア (CHANDELIER) (2006.06.28)
- ネガとポジ(Nega to Poji) (2007.06.27)
- B面画報 (B-Men Gahou) (2007.09.05)
- ウツセミ (Utsu semi)  (2008.09.24)
- Plastic Tree - Gestalt Houkai (2009)
- ドナドナ (DonaDona)  (2009.12.23)
- ammonite  (2011.04.06)
- インク "Ink" (2012.12.12)

### Синглы
- リラの樹　RIRA no ki (1996.09.25)
- 割れた窓　wareta mado (1997.06.25)
- 本当の嘘　hontou no uso (1998.02.15)
- 絶望の丘　zetsubou no oka (1998.06.25)
- トレモロ　Tremolo (1999.03.10)
- Sink (1999.08.25)
- ツメタイヒカリTSUMETAI HIKARI (1999.12.10)
- スライド　SLIDE (2000.04.19)
- ロケット　ROCKET (2000.07.12)
- プラネタリウム　PLANETARIUM (2001.01.07)
- 散りユク僕ラ　chiriyuku bokura (2001.09.14)
- 蒼い鳥　aoi tori (2002.06.26)
- バカになったのに　baka ni natta noni (2003.05.21)
- もしもピアノが弾げたなら　MOSHIMO PIANO GA HIKETA NARA (2003.06.25)
- 水色ガールフレンド　mizuiro GIRLFRIEND (2003.10.1)
- 雪蛍 yuki hotaru (2004.01.12)
- 春咲 センチメンタル harusaki SENTIMENTAL (2004.03.10)
- メランコリック　MELANCHOLIC (2004.07.28)
- 讚美歌 sanbika (2005.5.11)
- 名前のない花 namae no nai hana (2005.10.12)
- GHOST (2005.11.16)
- 空中ブランコ kuuchuu buranko (2005.12.14)
- ナミダ ドロップ namida doroppu (2006.05.10)
- スピカ spica (2007.01.23)
- 真っ赤な糸 makka na ito (2007.05.16)
- アローンアゲイン、ワンダフルワールド alone again, wonderful world (2008.04.09)
- リプレイ/DOLLY replay/dolly (2008.08.13)
- 梟　fukurou (2009.06.10)
- サナトリウム (Sanatorium) (2009.10.28)
- Moonlight-------- (2010.07.28)
- Mirai iro (2010.12.15)
- 静脈「Joumyaku」(2012.02.29)
- くちづけ "Kuchizuke" (2012.06.20)
- シオン "Shion" (2012.09.05)

### DVD
- 二次元ヲゴール③ nijigen orgel 3 (2004.12.22)
- 黒テント② kuro tent 2 (2002.12.18)
- 黒テント (2002.03.21)
- 二次元ヲゴール② nijigen orgel 2 (2000.11.22)
- 二次元ヲゴール nijigen orgel (2005.07.28)
- 花燃えて、亡霊の涙、天幕に堕ちる。- Live & Clips 2005 (2006.03.09)
- ZERO 10th Anniversary LIVE at budoukan (2007.09.08)
- Tento live at Budokan (30.08.2009.)
- Tento 2 live at Budokan (2010.08.13)